# Анна Всеволодовна
А́нна (Я́нка) Все́володовна (согласно различным источникам, родилась либо во второй половине XI века, либо между 1046 и 1067 годами, либо не позднее 1055 или 1060 года, либо около 1068 года — 3 ноября 1112 или 1113 либо 7 октября 1110) — княжна, дочь киевского князя Всеволода, предположительно от первого брака с византийской царевной, сестра великого князя Владимира Мономаха. Причислена к лику преподобных, память: 18 мая (обретение мощей), 3 ноября и в Соборе всех преподобных.

## Биография

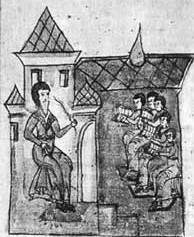
Школа при Андреевском монастыре в Киеве, которую организовала Анна Всеволодовна

Согласно гипотезе В. Г. Васильевского, в юности Анна была помолвлена с Константином Дукой (1060—1082), сыном византийского императора Константина X, однако брак не состоялся, поскольку жениха насильно постригли в монахи. Эту версию поддерживают также Н. А. Баумгартен, Г. В. Вернадский, Н. Л. Пушкарёва и Л. Войтович. Согласно другой версии, которой В. Г. Васильевский оппонировал, Константин Дука был помолвлен с дочерью Роберта Гвискара.
Вместе с матерью Анна Всеволодовна побывала в Византии.
Около 1086 года в Киеве великим князем Всеволодом Ярославичем для дочери был основан женский Андреевский монастырь, первой игуменьей которого стала Анна Всеволодовна, по основании обители постригшаяся в монахини при церкви св. Андрея, находившейся там. Приняв обитель в своё ведение, она приложила значительные усилия по её благоустройству. Она открыла при монастыре первую в Европе школу для девочек, в которой «собравше дѣвицъ, обучала их писанію, такожъ ремесламъ, пѣнію и швенію». Первоисточником сведений об устроении Анной школы является История Российская В. Н. Татищева.
Анна Всеволодовна принимала участие в церковно-политической деятельности своего отца: в 1089 году после смерти митрополита Иоанна II она самостоятельно «правила посольство» в Византию за новым владыкой Русской церкви Иоанном III. С именем Анны Всеволодовны связаны легенды более позднего происхождения о её высоком искусстве врачевания.
Похоронена в Андреевском (Янчином) монастыре, впоследствии разрушенном Батыем. Время канонизации неизвестно. Память Анны Всеволодовны церковью чтится 3 ноября (16 ноября) (в день смерти) и 18 (31) мая (согласно Филарету Черниговскому, в день обретения мощей).